# Século XVIII
O século XVIII começou no dia 1 de janeiro de 1701 e acabou no dia 31 de dezembro de 1800, segundo o Calendário gregoriano.
Durante o século XVIII, elementos do pensamento iluminista culminaram nas revoluções americana, francesa e haitiana. Durante o século, o comércio de escravos e o tráfico de pessoas se expandiram em escala global. As revoluções começaram a desafiar a legitimidade das estruturas de poder monárquicas e aristocráticas, incluindo as estruturas e crenças que apoiavam o comércio de escravos.
O período também é conhecido como "século das luzes" ou "século da razão". Na Europa continental, os filósofos sonhavam com uma era mais brilhante. Para alguns, esse sonho se tornou realidade com a Revolução Francesa de 1789, embora isso tenha sido posteriormente comprometido pelos excessos do Reino do Terror. No início, muitas monarquias da Europa abraçaram os ideais do Iluminismo, mas na esteira da Revolução Francesa, temiam a perda de poder e formaram amplas coalizões para a contrarrevolução.
A música do século XVIII inclui obras características do período barroco tardio (incluindo Johann Sebastian Bach e George Frideric Handel) e do período clássico (incluindo Joseph Haydn e Wolfgang Amadeus Mozart).
O Império Otomano experimentou um período sem precedentes de paz e expansão econômica, não participando de guerras europeias de 1740 a 1768. Como consequência, o império não foi exposto às melhorias militares da Europa na Guerra dos Sete Anos (1756-1763). Os militares do Império Otomano podem ter ficado para trás e sofrido derrotas contra a Rússia na segunda metade do século.
O século XVIII também marcou o fim da República das Duas Nações (Polônia e Lituânia) como um estado independente. O outrora poderoso e vasto reino, que outrora conquistou Moscou e derrotou grandes exércitos otomanos, ruiu sob inúmeras invasões. Seu sistema de governo semidemocrático não era robusto o suficiente para rivalizar com as monarquias vizinhas do Reino da Prússia, do Império Russo e do Império Austríaco, que dividiram os territórios da República entre si, mudando a paisagem da Europa Central e da política pelos próximos cem anos.
A colonização europeia das Américas e de outras partes do mundo se intensificou e as migrações em massa de pessoas aumentaram de tamanho. No período após a Guerra de Sucessão Espanhola (1701-1714), no período que se estende de 1714 até 1726, houve uma explosão da pirataria, pois na época, marinheiros e corsários anglo-americanos ficaram desempregados com o fim do conflito e viraram-se em massa para a pirataria no Caribe, na costa leste americana, na costa Oeste Africana e no Oceano Índico. 
A Grã-Bretanha tornou-se uma grande potência mundial com a Guerra Franco-Indígena na década de 1760 e a conquista de grande parte da Índia, especialmente Bengala. No entanto, a Grã-Bretanha perdeu muitas de suas colônias norte-americanas após a Revolução Americana. Na América do Norte, a derrota dos britânicos resultou na formação dos Estados Unidos.
Na Ásia Central, Nader Shah liderou campanhas militares bem-sucedidas e grandes invasões, que levaram à fundação do Império Durrani.
No subcontinente indiano, a morte do imperador Aurangzeb marcou o início do declínio do Império Mogol. Marcou o início da Índia moderna e a era de ampla intervenção europeia no subcontinente. A vitória da Companhia Britânica das Índias Orientais sobre o Nababo de Bengala e seus aliados franceses na Batalha de Plassey causou a desindustrialização de Bengala e o início da Revolução Industrial Britânica que mudou radicalmente a sociedade humana e o meio ambiente. A invasão britânica se expandiu para cobrir grande parte do sul da Ásia.

## Anos
1701 | 1702 | 1703 | 1704 | 1705 | 1706 | 1707 | 1708 | 1709 | 1710
1711 | 1712 | 1713 | 1714 | 1715 | 1716 | 1717 | 1718 | 1719 | 1720
1721 | 1722 | 1723 | 1724 | 1725 | 1726 | 1727 | 1728 | 1729 | 1730
1731 | 1732 | 1733 | 1734 | 1735 | 1736 | 1737 | 1738 | 1739 | 1740
1741 | 1742 | 1743 | 1744 | 1745 | 1746 | 1747 | 1748 | 1749 | 1750
1751 | 1752 | 1753 | 1754 | 1755 | 1756 | 1757 | 1758 | 1759 | 1760
1761 | 1762 | 1763 | 1764 | 1765 | 1766 | 1767 | 1768 | 1769 | 1770
1771 | 1772 | 1773 | 1774 | 1775 | 1776 | 1777 | 1778 | 1779 | 1780
1781 | 1782 | 1783 | 1784 | 1785 | 1786 | 1787 | 1788 | 1789 | 1790
 1791 | 1792 | 1793 | 1794 | 1795 | 1796 | 1797 | 1798 | 1799 | 1800

## Acontecimentos
Em 1755 ocorreu o Sismo de Lisboa, em Portugal.
Depois de alguns anos de conflito, em 1776 foi declarada a independência das Treze Colônias da América do Norte da Grã-Bretanha. Foi ratificada no dia 4 de julho do mesmo ano.
Em 14 de julho de 1789, parisienses tomam a Bastilha, prisão do regime monárquico, e libertam presos políticos, dando início à Revolução Francesa.
Em 1789 ocorreu a Inconfidência Mineira, onde os inconfidentes, liderados por Tiradentes, se rebelaram contra a Coroa Portuguesa e suas medidas abusivas.

## Ciência e tecnologia
- Começa na Grã-Bretanha a Revolução Industrial

- Antoine Lavoisier funda a Química moderna.

- O botânico sueco Carolus Linnaeus inicia a catalogação de espécies.

## Nascimentos
- Maria Antonieta, última rainha de França e Navarra
- George Washington, 1º presidente dos Estados Unidos
- David Hume, filósofo escocês
- Eugeniusz Abrahamowicz, Estadista e publicista polonês.
- Anders Celsius, sueco criador da escala Celsius.
- Napoleão Bonaparte, imperador da França
- Pedro I, imperador do Brasil.
- Immanuel Kant, filósofo prussiano
- Georges Jacques Danton, político da Revolução Francesa
- Johann Wolfgang von Goethe, polímata alemão

## Mortes
- Isaac Newton (Reino da Grã-Bretanha), cientista britânico.
- George Berkeley (Irlanda), filósofo idealista irlandês.

- Edward Teach, o famoso pirata conhecido como Barba Negra
- Ana, Rainha da Grã-Bretanha